# Рикардо Карваљо
Рикардо Алберто Силвеира де Карваљо (порт. Ricardo Alberto Silveira de Carvalho; Амаранте, 18. мај 1978) бивши је португалски фудбалер и репрезентативац.

## Каријера
Фудбал је почео да тренира у локалном клубу из свог родног места. Његов таленат су запазили скаути Порта и довели су га у своје редове. У Првој лиги Португала је дебитовао у дресу Лесе, у којој је био позајмљен. Касније га је Порто позајмљивао још Виторији Сетубал и Алверки. Своје праве могућности је показао тек доласком Жозеа Муриња на место тренера Порта. Екипа Порта је у сезони 2002/03. предвођена Мурињом освојила домаће првенство, Куп и Куп УЕФА. Наредне сезоне је освојена и друга титула за редом, као и Лига шампиона. Карваљо је те сезоне проглашен најбољим одбрамбеним играчем Лиге шампиона.
Током лета 2004. Мурињо је постављен за новог тренера Челсија и са собом је у нови клуб повео Карваља и Паула Фереиру. За Карваља је тада Порту плаћено обештећење од 30 милиона евра. Са Челсијем је два пута за редом освојио Премијер лигу и једном Лига куп. У Лиги шампиона је 2008. са својом екипом стигао до финала у којем је поражен од Манчестер јунајтеда након извођења једанаестераца (6-5). У последњој сезони на острву помогао је Челсију да дође до своје прве дупле круне у клупској историји. Те 2010. освојено је првенство и ФА куп. 
У августу 2010, након шест сезона проведених у Челсију, прешао је у Реал Мадрид уз обештећење од 6,7 милиона фунти. У Реалу је наставио сарадњу са Мурињом који му је био тренер и у претходне две екипе за које је играо.
Јуна 2013. прелази у Монако.

## Репрезентација
За репрезентацију Португала је дебитовао 11. октобра 2003. у пријатељској утакмици са Албанијом. На Европском првенству 2004. већ се био у сталио у стартној постави своје репрезентације. На том првенству које је и играно Португалији, његова репрезентација је успела да стигне до финала у којем је поражена од Грчке. На Светском првенству 2006. је одиграо шест утакмица за своју репрезентацију која је у полуфиналу елиминисана од Француске. Две године касније, на Европском првенству 2008. одиграо је три од четири утакмице португалске репрезентације која је испала у четвртфиналу након пораза од Немачке. На Светском првенству 2010. репрезентација Португала је стигла до осмине финала, са само једним примљеним голом у четири утакмице. Карваљо је био један од најзаслужнијих за тако добру игру португалске одбране на овом првенству.

## Трофеји

### Порто
- Првенство Португала (3) : 1998/99, 2002/03. и 2003/04.
- Куп Португала (1) : 2002/03.
- Суперкуп Португала (3) : 1998, 2003. и 2004.
- Лига шампиона (1) : 2003/04.
- Куп УЕФА (1) : 2002/03.

### Челси
- Премијер лига (3) : 2004/05, 2005/06. и 2009/10.
- ФА куп (3) : 2006/07, 2008/09. и 2009/10.
- Лига куп Енглеске (2) : 2004/05. и 2006/07.
- ФА Комјунити шилд (2) : 2005. и 2009.
- Лига шампиона : финале 2007/08.

### Реал Мадрид
- Првенство Шпаније (1) : 2011/12.
- Куп Шпаније (1) : 2010/11.
- Суперкуп Шпаније (1) : 2012.

### Португал
- Европско првенство (1) : 2016. (финале 2004).